# Conferenza episcopale delle Antille
La Conferenza episcopale delle Antille (Antilles Episcopal Conference, A.E.C.) è un organismo della Chiesa cattolica che raggruppa i vescovi delle Piccole Antille e di Giamaica, Belize, Guyana, Suriname e Guyana francese.
La Conferenza episcopale delle Antille è membro del Consejo Episcopal Latinoamericano (CELAM).

## Membri della Conferenza episcopale delle Antille

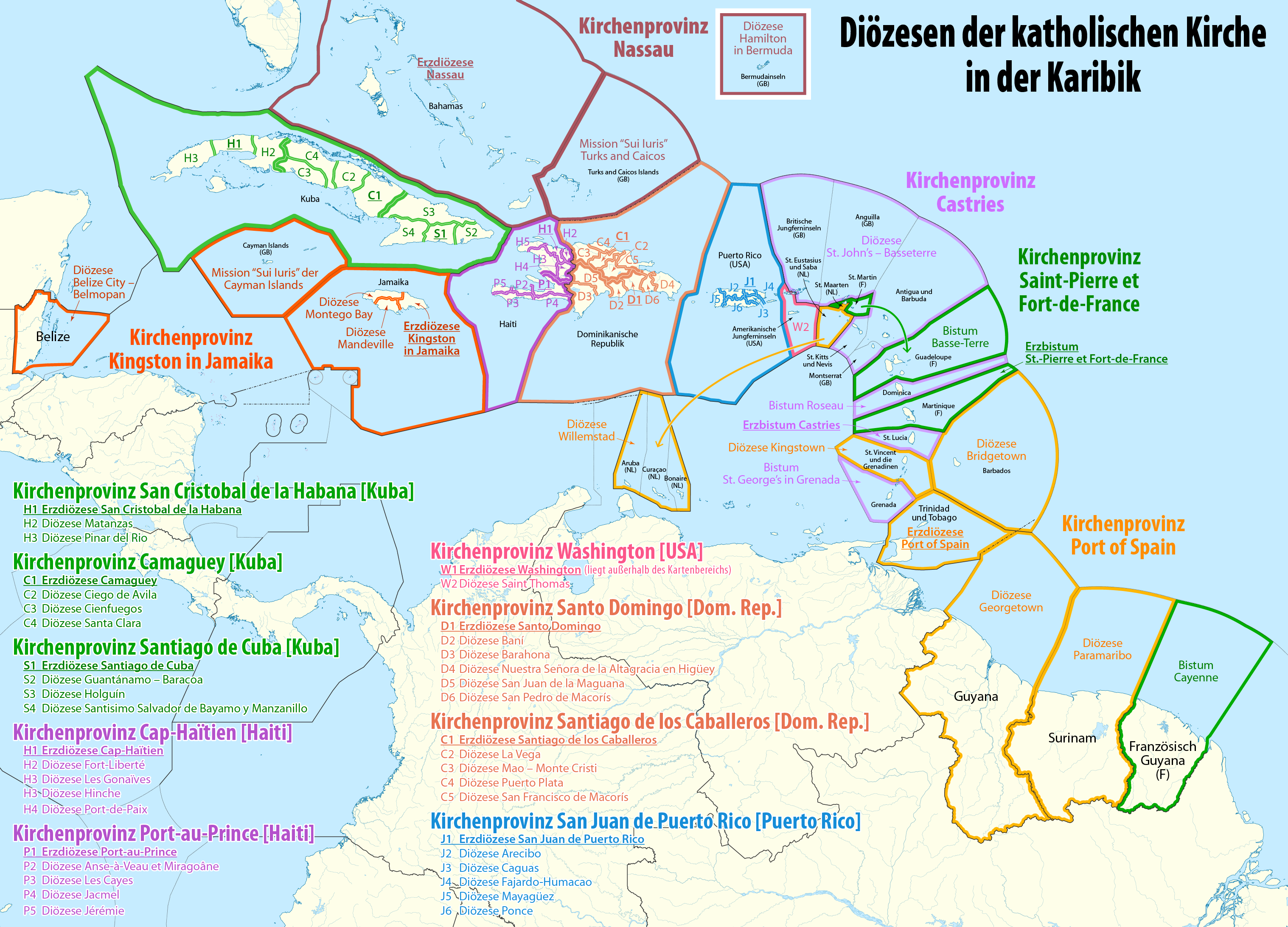
Carta delle circoscrizioni ecclesiastiche appartenenti alla Conferenza episcopale delle Antille

| Diocesi                               | Stati e Paesi                                                                       |
| ------------------------------------- | ----------------------------------------------------------------------------------- |
| Arcidiocesi di Castries               | Saint Lucia                                                                         |
| Diocesi di Kingstown                  | Saint Vincent e Grenadine                                                           |
| Diocesi di Roseau                     | Dominica                                                                            |
| Diocesi di Saint George's a Grenada   | Grenada                                                                             |
| Diocesi di Saint John's-Basseterre    | Antigua e Barbuda Saint Kitts e Nevis Montserrat Anguilla Isole Vergini Britanniche |
| Arcidiocesi di Fort-de-France         | Martinica                                                                           |
| Diocesi di Basse-Terre                | Guadalupa Saint-Barthélemy Saint-Martin                                             |
| Diocesi di Caienna                    | Guyana francese                                                                     |
| Arcidiocesi di Kingston in Giamaica   | Giamaica                                                                            |
| Diocesi di Mandeville                 | Giamaica                                                                            |
| Diocesi di Montego Bay                | Giamaica                                                                            |
| Diocesi di Belize-Belmopan            | Belize                                                                              |
| Missione sui iuris delle isole Cayman | Isole Cayman                                                                        |
| Arcidiocesi di Nassau                 | Bahamas                                                                             |
| Diocesi di Hamilton a Bermuda         | Bermuda                                                                             |
| Missione sui iuris di Turks e Caicos  | Turks e Caicos                                                                      |
| Arcidiocesi di Porto di Spagna        | Trinidad e Tobago                                                                   |
| Diocesi di Bridgetown                 | Barbados                                                                            |
| Diocesi di Georgetown                 | Guyana                                                                              |
| Diocesi di Paramaribo                 | Suriname                                                                            |
| Diocesi di Willemstad                 | Curaçao Aruba Sint Maarten Bonaire Sint Eustatius Saba                              |
| Diocesi di Saint Thomas               | Isole Vergini Americane                                                             |

## Presidenti della Conferenza episcopale delle Antille
Elenco dei presidenti della Conferenza episcopale delle Antille:
- Patrick Finbar Ryan, arcivescovo di Porto di Spagna (1958 - 1967)
- John Joseph McEleney, arcivescovo di Kingston in Giamaica (1967 - 1968)
- Samuel Emmanuel Carter, arcivescovo di Kingston in Giamaica (1968 - 1979)
- Gordon Anthony Pantin, arcivescovo di Porto di Spagna (1979 - 1984)
- Samuel Emmanuel Carter, arcivescovo di Kingston in Giamaica (1984 - 1991)
- Kelvin Edward Felix, arcivescovo di Castries (1991 - 1997)
- Edgerton Roland Clarke, arcivescovo di Kingston in Giamaica (1997 - 2003)
- Lawrence Aloysius Burke, arcivescovo di Nassau, poi arcivescovo di Kingston in Giamaica (maggio 2003 - maggio 2008)
- Donald James Reece, arcivescovo di Kingston in Giamaica (maggio 2008 - 15 aprile 2011)
- Patrick Christopher Pinder, arcivescovo di Nassau (11 maggio 2011 - 4 maggio 2017)
- Gabriel Malzaire, vescovo di Roseau, poi arcivescovo di Castries (4 maggio 2017 - 28 aprile 2023)
- Charles Jason Gordon, arcivescovo di Porto di Spagna, dal 28 aprile 2023

## Vicepresidenti della Conferenza episcopale delle Antille
- Francis Dean Alleyne, vescovo di Georgetown, (11 maggio 2011 - 4 maggio 2017)
- Charles Jason Gordon, arcivescovo di Porto di Spagna (4 maggio 2017 - 28 aprile 2023)
- John Derek Persaud, vescovo di Mandeville, dal 28 aprile 2023

## Segretari generali della Conferenza episcopale delle Antille
- Diacono Mike James (2007 - 8 ottobre 2014)
- Presbitero John Derek Persaud (8 ottobre 2014 - 2018)
- Presbitero Donald Chambers, dal novembre 2018